# Generator de abur

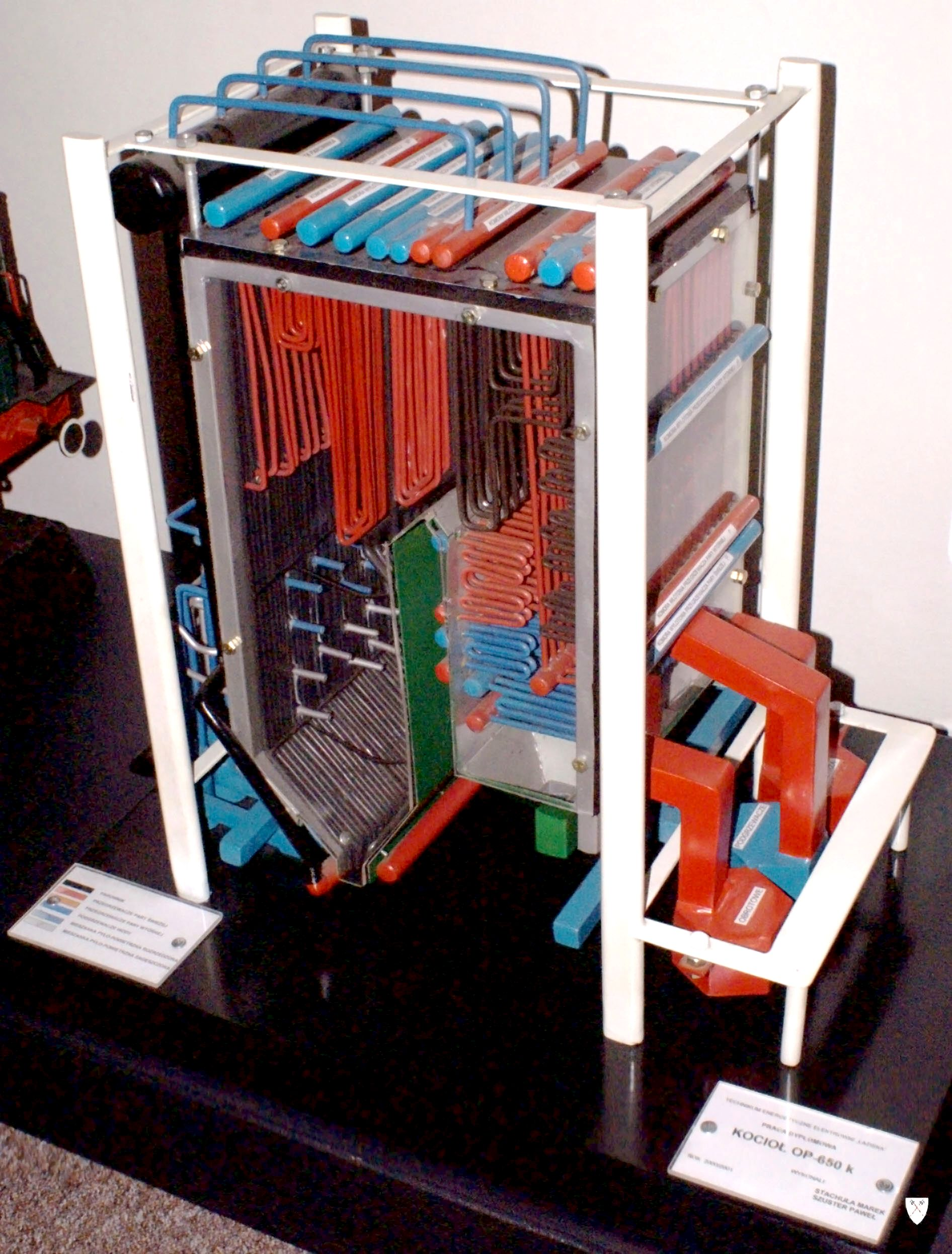
Macheta cazanului OP-650, ce produce 650 t/h de abur la 140 bar, 540.

Un generator de abur este un cazan care produce abur sub presiune, saturat sau supraîncălzit. Poate fi staționar sau mobil. Cele mobile sunt folosite exclusiv la acționarea  mașinilor sau  turbinelor instalate pe  locomotive sau  nave acționate cu abur. Cele staționare sunt folosite și ele la acționarea mașinilor și utilajelor (ex. ciocane cu abur), dar utilizările curente sunt în scopuri  tehnologice sau  energetice. De asemenea un model mai mic de generator de abur este folosit și la fiarele industriale de călcat.
Inițial, un generator de abur era un recipient închis încălzit, motiv pentru care era cunoscut sub denumirea de „căldare de abur”, respectiv „cazan de abur”. Acestea puteau produce doar abur saturat. Actual, pentru mărirea randamentului termic al  ciclurilor în care lucrează, aburul este puternic supraîncălzit în componente suplimentare, supraîncălzitoare. Introducerea componentelor destinate preîncălzirii apei de alimentare și a aerului necesar arderii a făcut ca denumirea de „cazan” să nu mai corespundă tipurilor moderne de generatoare de abur, dar denumirea de „cazan” este încă larg răspândită.

## Istoric
Primul generator de abur despre care se știe este cel al eolipilei lui Heron din Alexandria, în Egipt, în secolul I.
Aburul se forma în vasul de jos, încălzit pe foc.
Mai sunt menționate în 1551 de către Taqi al-Din din Egiptul otoman un dispozitiv acționat cu abur, respectiv în 1629 turbina cu abur a lui Giovanni Branca.
Cu toate astea, până la sfârșitul  secolului al XVII-lea puterea aburului n-a fost exploatată datorită lipsei de combustibil adecvat. Lemnul, în special când este verde, având o putere calorifică scăzută, nu este un combustibil potrivit pentru producerea de abur. Abia în secolul al XVIII-lea cererea de putere mecanică a determinat dezvoltarea cazanelor.
Primele generatoare de abur erau niște recipiente metalice, de obicei cilindrice, străbătute de un tub de foc în care ardea un foc de cărbune. Acest model, zis „de tip Cornish”, nu diferă prea mult de  cazanele de încălzire folosite uneori și în prezent, dar nu pentru producerea de abur, ci doar a apei fierbinți.

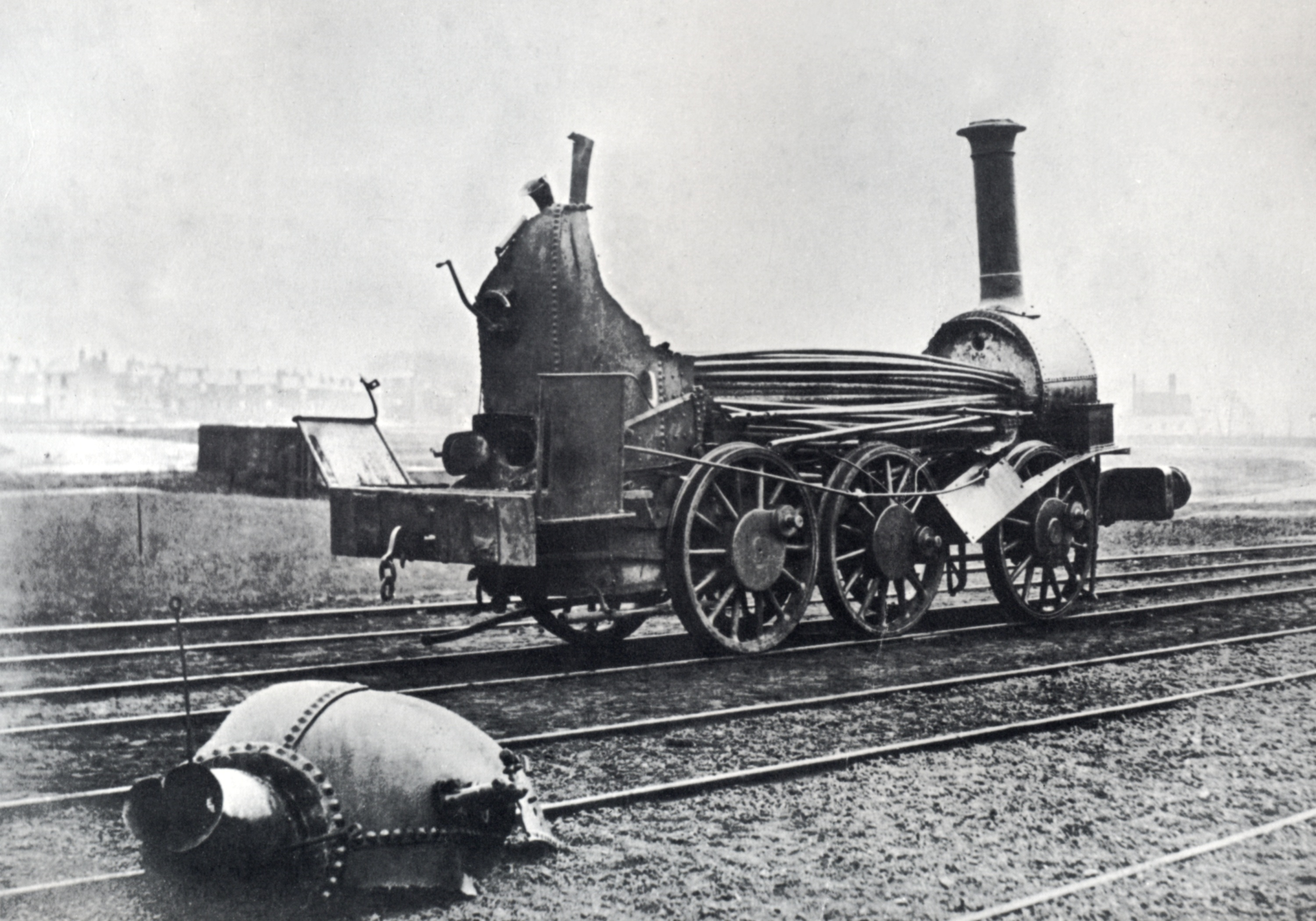
Cazan de locomotivă explodat (1850).

Modelul nu permitea realizarea unei suprafețe de schimb de căldură mari, deci nici producții mari de abur, astfel că la sfârșitul  secolului al XVIII-lea și la începutul  secolului al XIX-lea el a fost dotat cu fascicule de țevi de fum prin care circulau gazele de ardere fierbinți, modelul folosit apoi curent la  locomotivele cu abur. Acestea însă aveau tendința de a exploda.
În 1867, în SUA, George Herman Babcock și Stephen Wilcox au conceput un cazan „care nu explodează”, cazan la care nu gazele de ardere, ci apa circula prin interiorul țevilor.
Deoarece se puteau folosi diametre de țevi mai mici, s-au putut obține coeficienți de transfer termic mai buni și suprafețe, deci producții de abur, mult mai mari, iar volumul de apă care era în instalație la un moment dat era mai mic. Țevile cu diametru mic explodau mai greu, justificând afirmația inventatorilor.
În 1918 locotenentul de marină  american inginer Walter Douglas La Mont depune cererea de brevetare a unui generator de abur cunoscut actual drept cu circulație forțată multiplă, pentru care obține în 1925 patentul USP 1545668.
Aproape simultan, în 1922 inginerul sudet de origine  germană Mark Benson brevetează un generator de abur cunoscut actual drept cu străbatere forțată, brevet preluat de Siemens AG, care în 1927 construiește primul generator de acest tip, pentru termocentrala Gartenfeld din Berlin..
Un factor important în evoluția cazanelor în general a fost tipul de combustibil folosit. Dacă la început acesta era lemnul, în secolul al XVIII-lea s-a trecut la folosirea pe scară largă a cărbunelui. Acesta era ars pe un grătar, alimentat mai mult sau mai puțin mecanizat, și din care era evacuată  cenușa, de asemenea, în mod mecanizat sau nu. În secolul al XX-lea cărbunele a fost înlocuit treptat cu combustibili lichizi sau gazoși, ceea ce a dus la modificarea vetrei și cu sisteme de introducere dozată în focar a combustibilului și aerului necesar arderii, prin  arzătoare.

## Părți componente

Transformările termodinamice care au loc într-un generator de abur, reprezentate într-o diagramă T-s: 1 preîncălzire apă, 2 fierbere, 3 supraîncălzire abur, 4 resupraîncălzire abur.

Un generator de abur lucrează conectat cu o mașină de forță (motor cu abur, turbină cu abur într-un  ciclu Clausius-Rankine, a cărui reprezentare în diagrama T-s este prezentată în figura alăturată. Aducerea apei de alimentare a cazanului până în apropierea temperaturii de fierbere (preîncălzirea apei) se face în economizor, fierberea propriu zisă se face în sistemul fierbător, iar supraîncălzirea aburului până la temperatura de utilizare (temperatura nominală) se face în supraîncălzitor. Dacă este cazul, aburul care se întoarce după o primă destindere în corpul de înaltă presiune al turbinei este resupraîncălzit, adică readus la temperatura nominală, sau la o temperatură apropiată, în supraîncălzitorul intermediar. În afară de aceste „suprafețe” (schimbătoare de căldură) la instalațiile mari există o suprafață care încălzește aerul necesar arderii, preîncălzitorul de aer.
Generatorul de abur mai este echipat cu sisteme de alimentare și preparare a combustibililor (praf de cărbune, păcură), de evacuare a cenușii, arzătoare, ventilatoare de asigurare a tirajului, sisteme de reglare (menținere a parametrilor de funcționare), armături (elemente de comandă, reglaj și siguranță), aparatură de măsură și control (AMC), protecții și automatizări, sisteme de purjare, de curățare a suprafețelor și de epurare a gazelor de ardere.